# Pont des Couronnes
Le pont des Couronnes situé à Asnières-sur-Seine, dans le quartier de Bécon-les-Bruyères, franchit la ligne de Paris-Saint-Lazare à Saint-Germain-en-Laye, longée par l'avenue de la Lauzière et la rue Madiraa côté nord, et la rue du Bois et la rue Jean-Moulin côté sud.
Il joint la rue Roger-Campestre à la rue Auguste-Bailly.

## Historique

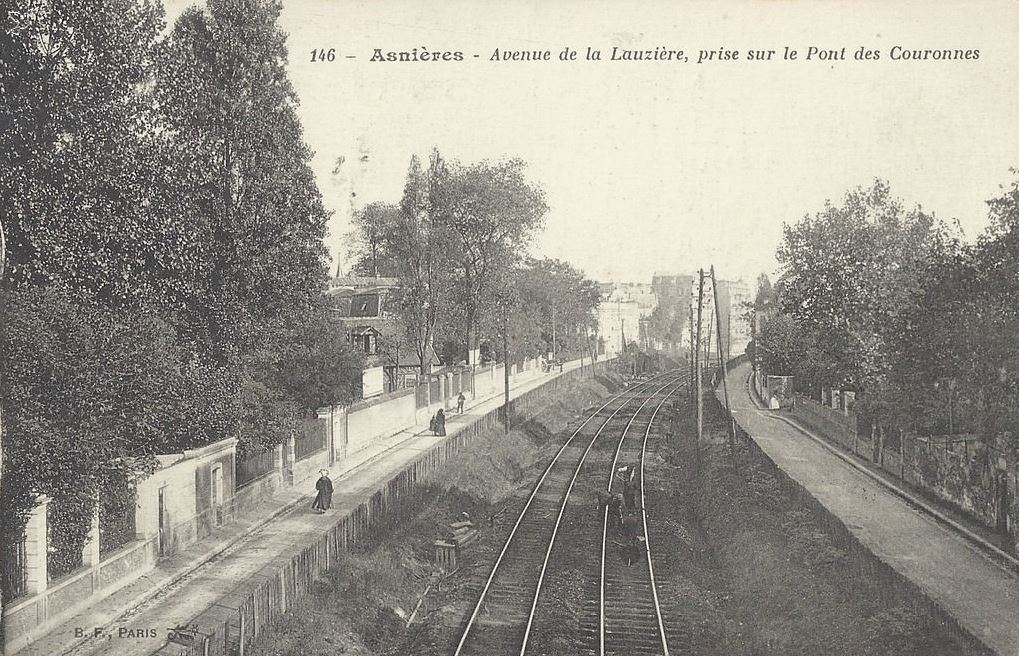
Asnières, avenue de la Lauzière, vue du pont des Couronnes.

À cet endroit se trouvait un moulin des Couronnes qui servit d'ouvrage défensif. Des pièces d'artilleries y furent installées pendant le siège de Paris en 1870.
Le Pont des Couronnes remonte à 1868,. Il est reconstruit une première fois en ciment armé vers 1910, puis par la Société nationale des chemins de fer français (SNCF) dans les années 1970. C'est le point le plus haut de la ville d'Asnières-sur-Seine (45,24 mètres).

## Notes et références

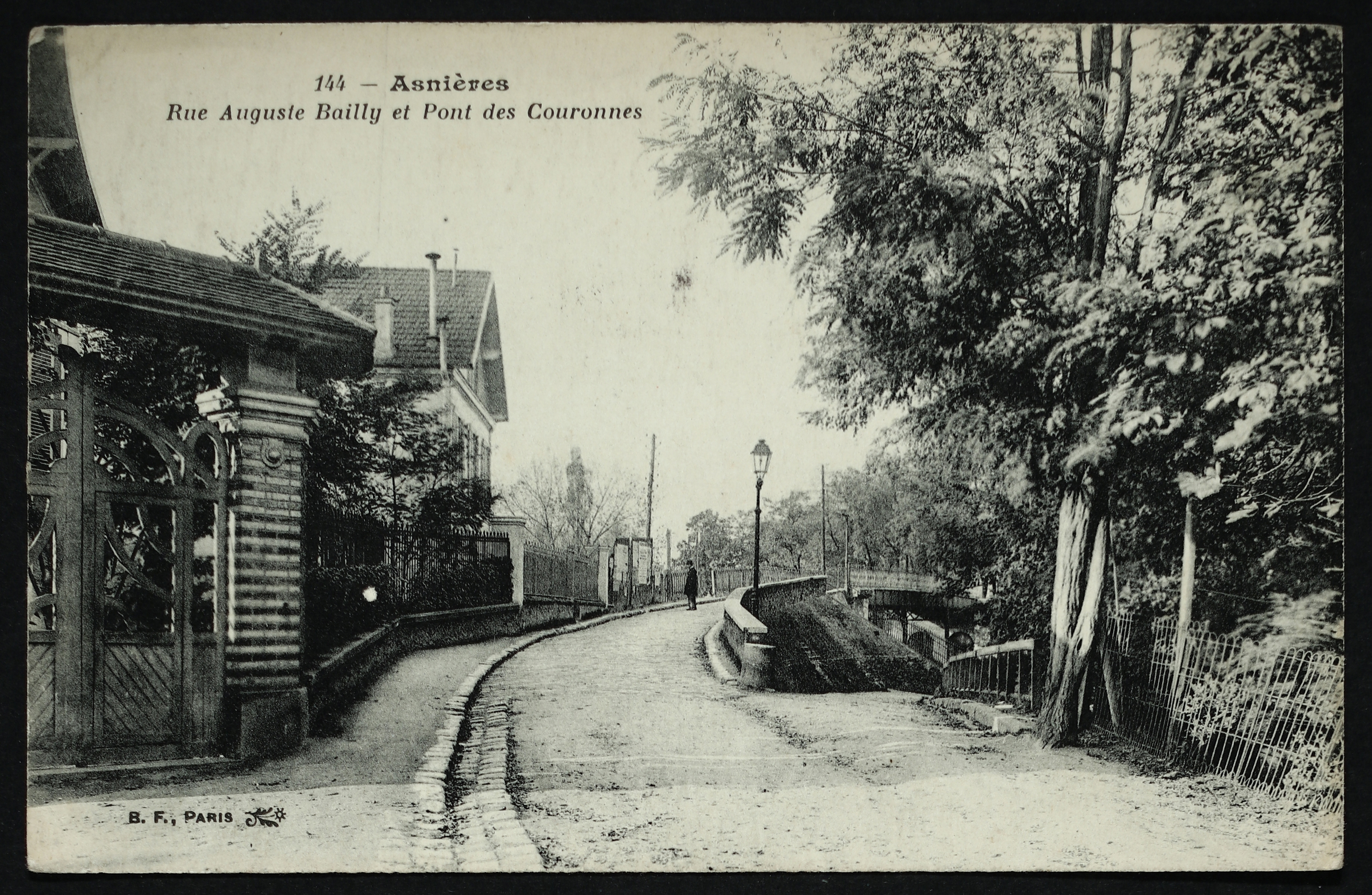
La rue Auguste-Bailly et le pont des Couronnes au début du XX.